# Alarm-Phone-Initiative

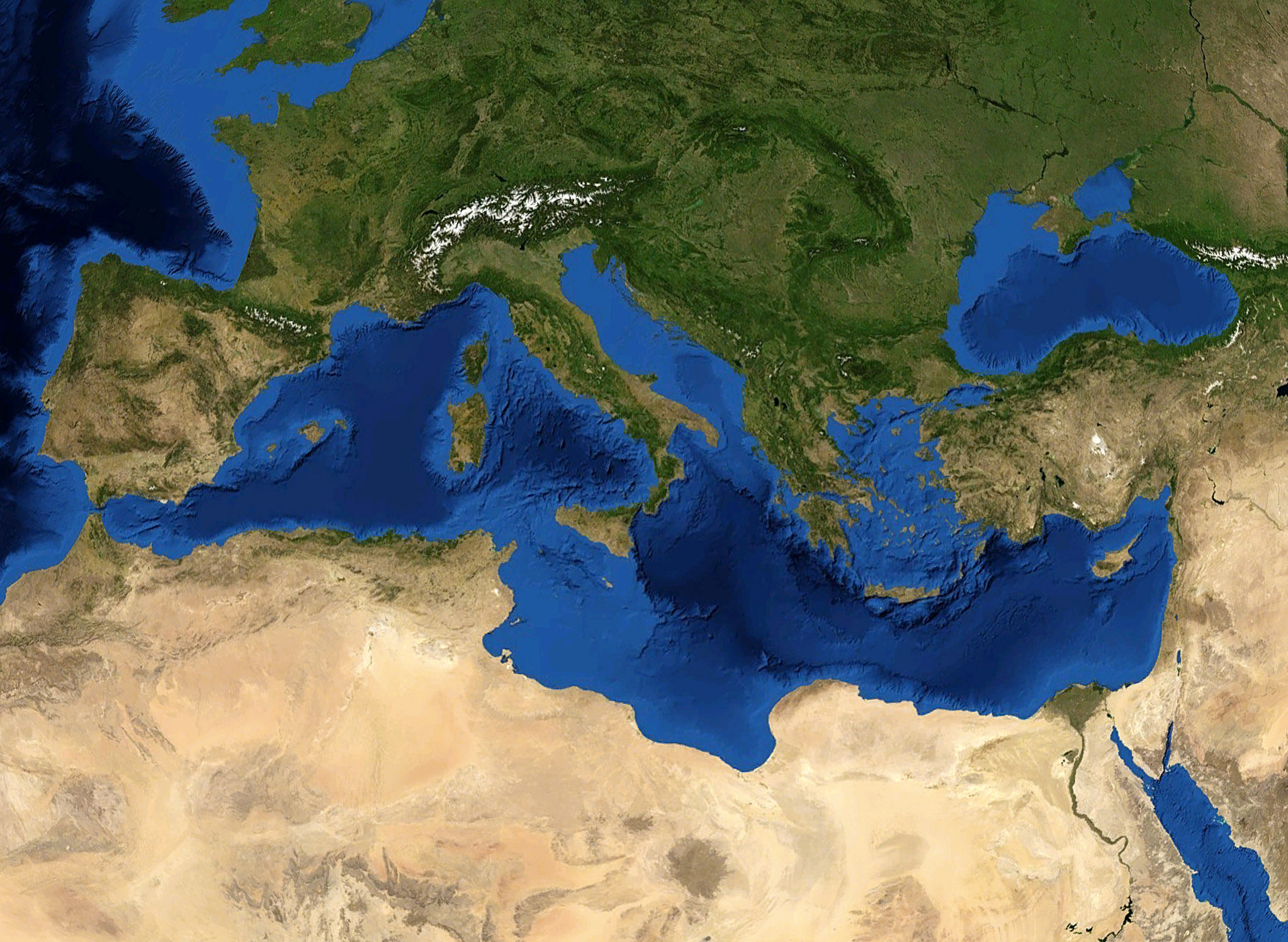
Der Aktionsraum der Alarm-Phone-Initiative: das Mittelmeer

Die Alarm-Phone-Initiative (englisch: Watch The Med Alarm Phone Project) ist ein seit 8. Oktober 2014 betriebenes Projekt von Freiwilligen aus Europa, Tunesien und Marokko, das sich für die Seenotrettung von Flüchtlingen einsetzt.

## Geschichte
Die Initiative ging aus dem „Watch The Med“ Projekt hervor, das die Aktivisten Lorenzo Pezzani und Charles Heller von „Forensic Oceanography“ 2012 gegründet hatten, um Fluchtgeschichten und Unglücke im Mittelmeer zu dokumentieren. Auf Basis der gesammelten Erfahrungen und inspiriert von der Initiative des Eritreers Mussie Zerai, der ein eigenes Hilfstelefon für Migranten auf dem Weg nach Europa eingerichtet hatte, wurde die Initiative Mitte 2014 angekündigt und mit Hilfe von Spenden offiziell am 8. Oktober 2014 gestartet. Der Termin wurde auf den Jahrestag des Unglücks vom Jahr 2013 festgelegt, bei dem über 260 Syrer vor Lampedusa ertranken, nachdem die italienische und maltesische Küstenwache die Verantwortung tagelang hin und her geschoben hatten.
Die Alarm-Phone-Initiative begründet ihre Arbeit damit, dass die Küstenwachen in der Vergangenheit immer wieder Notrufe ignoriert haben sollen und die zwischenstaatlichen Kooperationen Frontex und Triton keine Seenotrettung praktizierten, sondern militärische Abwehraktionen durchführten.

## Funktionsweise
Etwa 120 Aktivisten in 12 Ländern waren nach Schätzungen von 2017 für die Alarm-Phone-Initiative im Einsatz um zu jeder Zeit Notrufe anzunehmen. Bei Bedarf können Fremdsprachenexperten hinzugezogen werden.
Die Initiative hat eine Hotline für Flüchtlinge in Seenot eingerichtet (+334 86 51 71 61), wobei die Aktivisten die Telefonnummer in Flüchtlingslagern und über das Internet, über Flüchtlingsorganisationen, über Migrantencommunitys und soziale Medien verbreiten. Die Mitarbeiter sind ehrenamtlich tätig und operieren dezentral von zu Hause aus.
Da die Schlepper den Flüchtlingen oft ein Thuraya-Telefon mitgeben oder diese selbst im Besitz eines Mobilfunkgerätes sind, werden diese dazu angehalten, im Falle eines Notfalls an Bord erst die Küstenwache und zusätzlich die Alarm-Phone-Hotline zu kontaktieren. Viele Notfälle werden auch per WhatsApp gemeldet. Der Mitarbeiter der Alarm-Phone-Initiative leitet dann die genannten Koordinaten und weitere Informationen zum Notfall an die entsprechende Küstenwache oder das internationale Flüchtlingshilfswerk UNHCR weiter. Die Alarm-Phone-Initiative beobachtet hiernach die Reaktionen der Küstenwache und dokumentiert das Geschehen eines jeden Notfalls vom Notruf bis zur Rettung. Sollten die Mitarbeiter trotz mehrmaliger Erinnerung „das Gefühl haben, dass nicht sofort gerettet wird“, versucht die Alarm-Phone-Initiative durch eine Nachricht, die über Mailinglisten verbreitet wird, Druck auf die Küstenwachen und die Politik aufzubauen. Zusätzlich versuchen die Aktivisten die Satellitentelefone an Bord der Flüchtlingsschiffe mit Geld aufzufüllen, um ihre Funktionsfähigkeit garantieren zu können. Diese Mittel kommen auch bei sogenannten Pushback-Aktionen zum Einsatz.

## Forderungen
Die Alarm-Phone-Initiative macht primär die Europäische Union und ihre Mitgliedsstaaten für die toten Flüchtlinge im Mittelmeer verantwortlich. Nachdem Ende Mai 2016 bekannt geworden war, dass die staatliche MRCC-Seenotrettungsstelle in Rom offenbar durch italienische Verbindungsbeamte in Nordafrika kontinuierlich und frühzeitig über Abfahrtszeiten und -orte von Flüchtlingsbooten informiert wird, machte ein Sprecher der Initiative darauf aufmerksam, dass dies Watch The Med bis dahin nicht bekannt gewesen sei und es doch mit diesen Informationen ein Leichtes sein müsste, die drei Routen, die sich aufgrund der nur drei Stellen in Libyen, an denen die Boote abfahren, aus der Luft zu überwachen und so den Menschen rechtzeitig zu Hilfe zu kommen. Kopp bezeichnete diesen Umstand als ein kalkuliertes und überwachtes Sterben.
Die Aktivisten hatten bereits in einem offenen Brief im April 2016 gefordert, sämtliche Flüchtlinge mit Fährschiffen aus Libyen nach Europa zu evakuieren, wo man ihnen bedingungslosen Schutz gewähren solle, ohne dass sie einem unmenschlichen Asylverfahren unterzogen würden, das seinen ursprünglichen Zweck verloren habe und nur ein weiteres Mittel zum Ausschluss sei.

## Projekte
Sie versuchten als Teil der Gruppe Afrique Europe Interact im Dezember 2017 in Agadez im Niger eine weitere Notrufzentrale zu errichten, die Personen auf dem Weg nach Europa durch die Wüste in Richtung Libyen als Initiative „Alarmphone Sahara“ aus Notsituationen retten will.

## Erfolge
Die Alarm-Phone-Initiative leitete im April 2015 die Koordinaten eines aus Zuwara stammenden Schiffes, das zu sinken drohte, an das Maritime Rescue Coordination Centre (MRCC) in Rom weiter.

## Auszeichnungen
Am 19. September 2015 wurde die Watch the Med Alarm-Phone-Initiative nach einer Wahl der Leser der Tageszeitung taz mit dem Panter Preis ausgezeichnet.